# Taj Pul
Taj Pul es una ciudad censal situada en el distrito de Delhi sur,  en el territorio de la capital nacional,  Delhi (India). Su población es de 68796 habitantes (2011). 

## Demografía
Según el censo de 2011 la población de Taj Pul era de 68796 habitantes, de los cuales 37178 eran hombres y 31618 eran mujeres. Taj Pul tiene una tasa media de alfabetización del 87,25%, inferior a la media estatal del 86,21%: la alfabetización masculina es del 94,44%, y la alfabetización femenina del 78,73%.